# Eddie Meduzas diskografi
Eddie Meduzas diskografi omfatter tretten studiealbums, et livealbum, ca 30 kassetter, en kasetteboks, 21 singler og over 50 opsamlingsalbum. Studiealbummen lavede han under pseudonymet Eddie Meduza, mens mange af kassetterne er lavede under pseudonymet E. Hitler.

## Albums

### Studiealbummer
| Titel                            | Albumdetaljer                                                                        |
| -------------------------------- | ------------------------------------------------------------------------------------ |
| Errol                            | - Udgivet: 1975/2012 - Pladelseskab: CBS - Formater: LP, MC, CD (2012)               |
| Eddie Meduza & Roarin' Cadillacs | - Udgivet: 1979/2002 - Pladelseskab: CBS - Formater: LP, MC, CD (2002)               |
| Garagetaper                      | - Udgivet: 1980/2002 - Pladelseskab: CBS - Formater: LP, MC, CD (2002)               |
| Gasen I Botten                   | - Udgivet: 1981/2002 - Pladelseskab: CBS - Formater: LP, MC, CD (2002)               |
| För Jævle Braa!                  | - Udgivet: 1982/1994 - Pladelseskab: Mariann Grammofon - Formater: LP, MC, CD (1994) |
| West A Fool Away                 | - Udgivet: 1984/2002 - Pladelseskab: CBS - Formater: LP, MC, CD (2002)               |
| Ain't Got No Cadillac            | - Udgivet: 1985/2002 - Pladelseskab: CBS - Formater: LP, MC, CD (2002)               |
| You Ain't My Friend              | - Udgivet: 1990/2002 - Pladelseskab: CBS - Formater: LP, MC, CD                      |
| Harley Davidson                  | - Udgivet: 1995 - Pladelseskab: Mariann Grammofon - Formater: CD, MC                 |
| Silver Wheels                    | - Udgivet: 1997 - Pladelseskab: Mariann Grammofon - Formater: CD, MC                 |
| Värsting Hits                    | - Udgivet: 1998 - Pladelseskab: Mariann Grammofon - Formater: CD, MC                 |
| Väg 13                           | - Udgivet: 1999 - Pladelseskab: UT Records - Formater: CD                            |
| Scoop                            | - Udgivet: 2001 - Pladelseskab: Mariann Grammofon - Formater: CD                     |

### Livealbummer
| Titel                  | Albumdetaljer |
| ---------------------- | --- |
| Dåren É Lös            | - Udgivet: 1983/1997 - Pladelseskab: Mariann Grammofon - Formater: LP, MC, CD (1997)                                              |
| Levande på Grönan 1993 | - Udgivet: 1993/2013/2023 - Pladelseskab: Event Media/Sony Music Entertainment - Formater: VHS (1993), DVD (2013), Digital (2023) |

### Kassetter
| Titel                                      | Albumdetaljer                                                                                         |
| ------------------------------------------ | --- |
| E. Hitler & Luftwaffe - Mannen Utan Hjärna | - Udgivet: 1976 - Pladelseskab: STI - Formater: MC                                                    |
| E. Hilter & Luftkaffe Nr. 1                | - Udgivet: 1977 - Pladelseskab: STI - Formater: MC                                                    |
| E. Hitler & Luftwaffe Nr. 2                | - Udgivet: 1977 - Pladelseskab: STI - Formater: MC                                                    |
| E. Hitler & Luftwaffe Nr. 3 Del 1          | - Udgivet: 1979 - Pladelseskab: STI - Formater: MC                                                    |
| E. Hitler & Luftwaffe Nr. 3 Del 2          | - Udgivet: 1979 - Pladelseskab: STI - Formater: MC                                                    |
| God Jul & Gott Nytt År Från CBS            | - Udgivet: 1979/2023 - Pladelseskab: CBS - Formater: MC, LP (2023)                                    |
| Greatest Hits                              | - Udgivet: 1980 - Pladelseskab: STI - Formater: MC                                                    |
| Dubbelidioterna                            | - Udgivet: 1983/2006/2013 - Pladelseskab: Osadal AB - Formater: MC, CD (2006 og 2013)                 |
| Eddie Meduza Presenterar Lester C. Garreth | - Udgivet: 1984 - Pladelseskab: Osadal AB - Formater: MC                                              |
| Hej Hitler!                                | - Udgivet: 1985 - Pladelseskab: Osadal AB - Formater: MC                                              |
| Legal Bootleg                              | - Udgivet: 1985 - Pladelseskab: Osadal AB - Formater: MC                                              |
| Raggare!                                   | - Udgivet: 1986/2005/2013/2015 - Pladelseskab: Osadal AB - Formater: MC, CD (2005 og 2013), LP (2015) |
| Jag Blir Aldrig Riktigt Vuxen, Jag!        | - Udgivet: 1987 - Pladelseskab: Osadal AB - Formater: MC                                              |
| E. Hilter På Dansrotundan                  | - Udgivet: 1987 - Pladelseskab: Osadal AB - Formater: MC                                              |
| Börje Lundins Julafton                     | - Udgivet: 1987 - Pladelseskab: Osadal AB - Formater: MC                                              |
| Radio Ronka Nr. 1                          | - Udgivet: 1988 - Pladelseskab: Osadal AB - Formater: MC                                              |
| Börje Lundins Kräftkalas                   | - Udgivet: 1988 - Pladelseskab: Osadal AB - Formaert: MC                                              |
| Dårarnas Julafton                          | - Udgivet: 1988 - Pladelseskab: Osadal AB - Formater: MC                                              |
| Idiotlåtar                                 | - Udgivet: 1989 - Pladelseskab: Osadal AB - Formater: MC                                              |
| Dårarnas Midsommarafton                    | - Udgivet: 1989 - Pladelseskab: Osadal AB - Formater: MC                                              |
| Radio Ronka Nr. 2                          | - Udgivet: 1990 - Pladelseskab: Osadal AB - Formater: MC                                              |
| Jubelidioterna                             | - Udgivet: 1993 - Pladelseskab: Osadal AB - Formater: MC                                              |
| Eddie's Garderob                           | - Udgivet: 1994 - Pladelseskab: Osadal AB - Formater: MC                                              |
| Kräftkalas -94                             | - Udgivet: 1994 - Pladelseskab: Osadal AB - Formater: MC                                              |
| Hjärndelirium 2000                         | - Udgivet: 1995 - Pladelseskab: Osadal AB - Formater: MC                                              |
| Rätt Sorts Råckenråll                      | - Udgivet: 1996 - Pladelseskab: Sofia Music - Formater: MC                                            |
| Radio Abonnerad                            | - Udgivet: 1996 - Pladelseskab: Sofia Music - Formater: MC                                            |
| Rockligan                                  | - Udgivet: 1996 - Pladelseskab: Sofia Music - Formater: MC                                            |
| Scanaway                                   | - Udgivet: 1996 - Pladelseskab: Sofia Music - Formater: MC                                            |
| God Jul, Era Rövhål!                       | - Udgivet: 1996 - Pladelseskab: Sofia Music - Formater: MC                                            |
| Göran Persson Är En Galt                   | - Udgivet: 1997 - Pladelseskab: Sofia Music - Formater: MC                                            |

### Opsamlingsalbum
| Titel                                                                 | Albumdetaljer                                                                        |
| --------------------------------------------------------------------- | ------------------------------------------------------------------------------------ |
| 21 Värsta!!!                                                          | - Udgivet: 1982 - Pladelseskab: CBS - Formater: LP, MC                               |
| Greatest Hits Vol. I                                                  | - Udgivet: 1983 - Pladelseskab: Mariann Grammofon - Formater: MC                     |
| Greatest Hits Vol. II                                                 | - Udgivet: 1983 - Pladelseskab: Mariann Grammofon - Formater: MC                     |
| Eddie Meduza                                                          | - Udgivet 1984 - Pladelseskab: CBS - Formater: LP-boks                               |
| Collection                                                            | - Udgivet: 1986 - Pladelseskab: Kaktus/Castle Finland - Formater: LP                 |
| Collection Del 1                                                      | - Udgivet: 1986 - Pladelseskab: Kaktus/Castle Finland - Formater: MC                 |
| Collection Del 2                                                      | - Udgivet: 1986 - Pladelseskab: Kaktus/Castle Finland - Formater: MC                 |
| Greatest Hits                                                         | - Udgivet: 1987 - Pladelseskab: Mariann Grammofon - Formater: MC                     |
| Gamla Goda Klassiker                                                  | - Udgivet: 1988 - Pladelseskab: Osadal AB - Formater: MC-boks                        |
| Dom Dåraktigaste Dumheterna Digitalt (Röven 1)                        | - Udgivet: 1989 - Pladelseskab: CBS - Formater: CD                                   |
| Dom Dåraktigaste Dumheterna Digitalt (Röven 2)                        | - Udgivet: 1989 - Pladelseskab: CBS - Formater: CD                                   |
| På Begäran                                                            | - Udgivet: 1990 - Pladelseskab: Mariann Grammofon - Formater: LP, MC, CD             |
| Flera Fånerier                                                        | - Udgivet 1990 - Pladelseskab: Osadal AB - Formater: MC-boks                         |
| Collection                                                            | - Udgivet: 1991 - Pladelseskab: Sony Music Entertainment - Formater: CD              |
| Summer Tour -97                                                       | - Udgivet: 1997 - Pladelseskab: Sofia Music - Formater: MC                           |
| Di Värsta Pärvärsta Låtarna                                           | - Udgivet: 1997 - Pladelseskab: Sofia Music - Formater: MC                           |
| Di Värsta Pärvärsta Scetcherna                                        | - Udgivet: 1997 - Pladelseskab: Sofia Music - Formater: MC                           |
| Compendia Ultima                                                      | - Udgivet: 1998 - Pladelseskab: Sofia Music - Formater: Kassetteboks                 |
| Eddie Meduzas Bästa                                                   | - Udgivet: 1998 - Pladelseskab: Sony Music Entertainment - Formater: CD              |
| Alla Tiders Fyllekalas Vol. 1                                         | - Udgivet: 1999 - Pladelseskab: UT Records - Formater: CD                            |
| Alla Tiders Fyllekalas Vol. 2                                         | - Udgivet: 1999 - Pladelseskab: UT Records - Formater: CD                            |
| Alla Tiders Fyllekalas Vol. 3                                         | - Udgivet: 1999 - Pladelseskab: UT Records - Formater: CD                            |
| Alla Tiders Fyllekalas Vol. 4                                         | - Udgivet: 2000 - Pladelseskab: UT Records - Formater: CD                            |
| Alla Tiders Fyllekalas Vol. 5                                         | - Udgivet: 2000 - Pladelseskab: UT Records - Formater: CD                            |
| Alla Tiders Fyllekalas Vol. 6                                         | - Udgivet: 2000 - Pladelseskab: UT Records - Formater: CD                            |
| Alla Tiders Fyllekalas Vol. 7                                         | - Udgivet: 2001 - Pladelseskab: UT Records - Formater: CD                            |
| Alla Tiders Fyllekalas Vol. 8                                         | - Udgivet: 2001 - Pladelseskab: UT Records - Formater: CD                            |
| Alla Tiders Fyllekalas Vol. 9                                         | - Udgivet: 2001 - Pladelseskab: UT Records - Formater: CD                            |
| Just Like An Eagle                                                    | - Udgivet: 2002 - Pladelseskab: Mariann Grammofon - Formater: CD                     |
| Alla Tiders Fyllekalas Vol. 10                                        | - Udgivet: 2002 - Pladelseskab: UT Records - Formater: CD                            |
| Alla Tiders Fyllekalas Vol. 11                                        | - Udgivet: 2002 - Pladelseskab: UT Records - Formater: CD                            |
| Alla Tiders Fyllekalas Vol. 12                                        | - Udgivet: 2002 - Pladelseskab: UT Records - Formater: CD                            |
| Live(s)!                                                              | - Udgivet: 2003 - Pladelseskab: Mariann Grammofon - Formater: CD                     |
| 100 % Eddie Meduza                                                    | - Udgivet: 2003 - Pladelseskab: Mariann Grammofon - Formater: CD-boks                |
| Rock´n Rebel                                                          | - Udgivet: 2004 - Pladelseskab: Mariann Grammofon - Formater: CD                     |
| Alla Tiders Fyllekalas Vol. 13                                        | - Udgivet: 2005 - Pladelseskab: UT Records - Formater: CD                            |
| Alla Tiders Fyllekalas Vol. 14                                        | - Udgivet: 2005 - Pladelseskab: UT Records - Formater: CD                            |
| Alla Tiders Fyllekalas Vol. 15                                        | - Udgivet: 2005 - Pladelseskab: UT Records - Formater: CD                            |
| Alla Tiders Fyllekalas Vol. 16                                        | - Udgivet: 2005 - Pladelseskab: UT Records - Formater: CD                            |
| Dragspelsrock                                                         | - Udgivet: 2005 - Pladelseskab: Mariann Grammofon - Formater: CD                     |
| Eddie Meduzas Samlade Verk                                            | - Udgivet: juni 2008 - Pladelseskab: WMS - Formater: Digital                         |
| Rockabilly Rebel - De Största, Bästa, Finaste Hitsen med Kung Meduza! | - Udgivet: 2010 - Pladelseskab: WMS - Formater: CD                                   |
| Original Album Series                                                 | - Udgivet: 2010 - Pladelseskab: WMS - Formater: CD-boks                              |
| Musikanten Från Vidderna                                              | - Udgivet: 20. oktober 2010 - Pladelseskab: Anakronfilm - Formater: CD               |
| Original Album Classics                                               | - Udgivet: januar 2011 - Pladelseskab: Columbia - Formater: CD-boks                  |
| En Jävla Massa Hits                                                   | - Udgivet: 4. juni 2014 - Pladelseskab: Sony Music Entertainment - Formater: CD      |
| Jag Och Min Far                                                       | - Udgivet: 2014 - Pladelseskab: Sony Music Entertainment - Formater: CD              |
| The Lost Tape                                                         | - Udgivet: 24. november 2014 - Pladelseskab: Sony Music Entertainment - Formater: EP |
| Jul med Eddie Meduza - En högtidstund                                 | - Udgivet: 2016 - Pladelseskab: Sony Music Entertainment - Formater: Digital         |
| Eddie Meduzas sommar                                                  | - Udgivet: 2018 - Pladelseskab: Sony Music Entertainment - Formater: Digital         |
| Julesång                                                              | - Udgivet: 2019 - Pladelseskab: Sony Music Entertainment - Formater: Digital         |
| Cadillac Collection                                                   | - Udgivet: 2020 - Pladelseskab: Sony Music Entertainment - Formater: Digital         |

## Singler
| Titel                                                        | År   | Album                                                                        |
| ------------------------------------------------------------ | ---- | ---------------------------------------------------------------------------- |
| Tretton År / Här Hemma                                       | 1974 | Errol                                                                        |
| Punkjävlar / Oh, What A Cadillac                             | 1978 | Eddie Meduza & Roarin' Cadillacs / 21 Värsta!!!                              |
| Not For Sale (Promo)                                         | 1979 |                                                                              |
| Eddie Meduza Rock'n Roll Show (promo)                        | 1979 |                                                                              |
| Yea, Yea, Yea / Honey B                                      | 1979 | Eddie Meduza & Roarin' Cadillacs                                             |
| Såssialdemokraterna / Norwegian Boogie / Roll Over Beethoven | 1979 | Garagetaper / 21 Värsta!!!                                                   |
| Jag Vill Ha En Volvo / 34:an                                 | 1981 | Gasen I Botten                                                               |
| Gasen I Botten / Mera Brännvin                               | 1981 | Gasen I Botten                                                               |
| Jätteparty I Kväll / Tonight                                 | 1982 | För Jævle Braa!                                                              |
| Sverige / Stupid Cupid                                       | 1982 | För Jævle Braa!                                                              |
| Fruntimmer Ska En' Ha... / Han Eller Jag, Vem Ska Du Ha?     | 1983 | E. Hilter & Luftkaffe Nr. 1 / På Begäran                                     |
| Jag Vill Ha En Brud Med Stora Bröst / Leader Of The Rockers  | 1983 |                                                                              |
| Jag Vill Ha En Brud Med Stora Pattar / Leader Of The Rockers | 1983 | Collection (1991) / West A Fool Away                                         |
| Sveriges Kompani (Militärpolka) / Dunder Å Snus              | 1984 | West A Fool Away                                                             |
| Punkar'n Å Raggar'n / Hej På Dig Evert, Boogie Woogie        | 1984 | West A Fool Away / Collection (1991)                                         |
| The Wanderer / It's All Over Now                             | 1985 | Ain't Got No Cadillac (CD)                                                   |
| Småländsk Sommarnatt / Birds And Bees                        | 1988 | Radio Ronka Nr. 1                                                            |
| Sweet Linda Boogie / Heart, Don't Be A Fool                  | 1990 | You Ain't My Friend                                                          |
| Sweet Linda Boogie / Oh, Gabrielle / Crying In My Pillow     | 1990 | You Ain't My Friend                                                          |
| Julesång / Ute På Vischan                                    | 2015 | Eddie's Garderob / Dårarnas Julafton                                         |
| Midsommarnatt / Mera Brännvin                                | 2016 | You Ain't My Friend (CD-udgave fra 2002) / E. Hitler & Luftwaffe Nr. 3 Del 1 |